# بنك إيكسيم (بنغلاديش)
بنك الاستيراد والتصدير في بنجلاديش المحدود  (بنك إيكسيم) هو أحد البنوك التجارية الخاصة الرائدة في بنغلاديش . بدأ البنك عمله كمصرف تجاري في 3 أغسطس 1999 حسب قواعد ولوائح بنك بنجلاديش. عرف البنك منذ تأسيسه باسم بنك بيكسيم. ولكن بسبب القيود القانونية، أعيدت تسمية البنك ليصبح بنك إيكسيم ، والذي يرمز إلى بنك الاستيراد والتصدير في بنجلاديش المحدود.
اعتبارًا من مايو 2015 ، أجرى البنك عمليات في جميع أنحاء البلاد مع 88 فرعًا و 45 جناحًا للصراف الآلي . بحلول يوليو 2004 ، قام البنك بتحويل جميع عملياته المصرفية التقليدية إلى الخدمات المصرفية الإسلامية القائمة على الشريعة .
تعد المسؤولية الاجتماعية للشركات (CSR)  واحدة من أكثر المجالات اهتمامًا بالبنك.

## روابط خارجية
- موقع بنك EXIM